# Yves Loyer
Pour les articles homonymes, voir Loyer.
Yves Loyer, né le 14 novembre 1772 à Saint-Connan et mort le 16 avril 1832 à Paris (Seine), est un homme politique français.

## Biographie
Notaire puis avocat, maire de Guingamp, il est député des Côtes-du-Nord de 1831 à 1832, siégeant dans l'opposition à la monarchie de Juillet.

## Sources
« Yves Loyer », dans Adolphe Robert et Gaston Cougny, Dictionnaire des parlementaires français, Edgar Bourloton, 1889-1891 [détail de l’édition]